# علی‌آباد علیا (هشترود)
علی‌آباد علیا یکی از روستاهای استان آذربایجان شرقی است که در دهستان علی‌آباد بخش مرکزی شهرستان  آذربایجان شرقی است که در دهستان علی‌آباد بخش مرکزی شهرستان هشترود واقع شده‌است.